# Иван Хубенов
Иван Йорданов Хубенов е български офицер, генерал-майор.

## Биография
Роден е на 12 февруари 1894 година в село Караджалово, Община Първомай. През 1916 година завършва Военното училище в София. От 1940 година е командир на отделение в четвърти артилерийски полк. През 1944 година е назначен за заместник-началник на десета дивизионна област. От 15 декември 1944 година е командир на десета пехотна беломорска дивизия. Награждаван е с орден „За храброст“, III степен, 1 клас, орден „Свети Александър“, III степен, м.ср., съветския орден „Александър Невски“ и други. Уволнен на 17 януари 1946 година.

## Военни звания
- Подпоручик (12 март 1916)
- Поручик (14 октомври 1917)
- Капитан (30 януари 1923)
- Майор (1933)
- Подполковник (6 май 1936)
- Полковник (1 октомври 1944)
- Генерал-майор (5 април 1945)